# San Michele e il drago
San Michele e il drago è un dipinto a olio su tavola (31x27 cm) di Raffaello Sanzio, databile al 1505 circa e conservato nel Museo del Louvre a Parigi.

## Storia

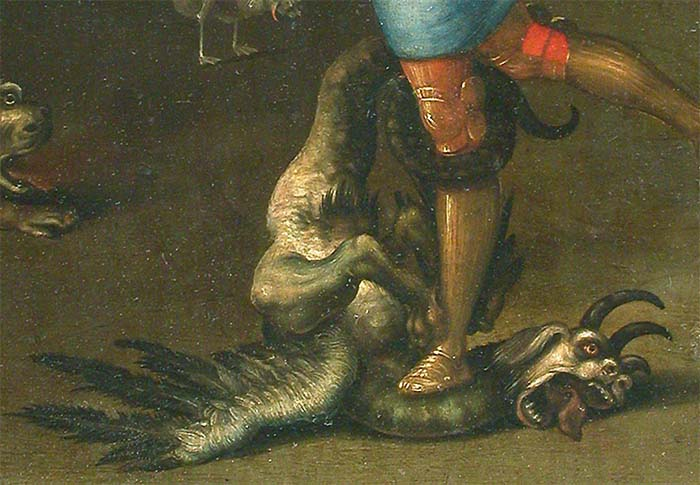
Dettaglio

L'opera si trova citata per la prima volta in un sonetto del Lomazzo assieme al San Giorgio e il drago nello stesso museo, il che ha fatto pensare che le due opere formassero una sorta di dittico, anche per le analogie nelle misure e nel soggetto. Sempre secondo il Lomazzo l'opera era stata ceduta da un milanese ad Ascanio Sforza, conte di Piacenza. Passata in seguito nelle collezioni del cardinale Mazzarino, finì nelle raccolte reali di Luigi XIV, che sono poi confluite nel Louvre.
La data è stata piuttosto dibattuta tra gli studiosi, con oscillazioni tra il 1500 e il 1505. Quest'ultima data, già avanzata da Brizio e Camesasca, legherebbe l'opera ai lavori fatti per i duchi di Urbino in quell'anno, in particolare per Guidobaldo da Montefeltro e i suoi cortigiani, venendo confermata anche da dati stilistici, come il gusto fiammingo nei paesaggi e nel mostro, che ricorda Bosch.

## Descrizione e stile
Al centro del dipinto l'arcangelo Michele sta in equilibrio sul collo di un mostro satanico e con la spada sollevata sta per decapitarlo. Le ali aperte, la gamba destra sospesa, il drappo gonfiato dal vento sotto la corazza, danno l'idea di un forte movimento in essere, come se l'angelo fosse appena planato per sferrare il colpo mortale al mostro che gli ha avvolto una gamba con le spire della coda. Egli tiene in mano lo scudo crociato e indossa un'armatura all'antica.
Tutt'intorno si dispiega un brullo paesaggio infernale, popolato da bizzarri mostri in primo piano e con varie figure di difficile lettura simbolica sullo sfondo, probabilmente citazioni infernali, non slegate da suggestioni dantesche. La città in fiamme a sinistra ricorda le mura di Dite, proprio davanti alla quale avviene, nel Canto nono dell'Inferno, l'apparizione di un messo celeste. I sepolcri infuocati ricordano la punizione degli eretici, la mesta processione di incappucciati simboleggia forse gli ipocriti (Canto XXIII) e i putti assaliti dai serpenti a destra i ladri (Canto XXIV).